# سی گرت، نیوجرسی
سی گرت (به انگلیسی: Sea Girt) شهری در ایالت نیوجرسی کشور ایالات متحده آمریکا است که جمعیت آن در سرشماری سال ۲۰۱۰ میلادی، ۱٬۸۲۸ نفر بوده‌است.